# Smokepurpp
Smokepurpp (* 15. Mai 1997 in Chicago, Illinois; bürgerlich Omar Pineiro) ist ein US-amerikanischer Rapper und Songwriter aus Miami, Florida. Sein erstes Musikvideo It's Nothin veröffentlichte er zusammen mit Lil Ominous am 23. September 2014. Erstmals erfolgreich wurde er 2016 durch SoundCloud mit seinem Song Ski Mask und Audi, die beide viral gingen. Pineiro, der eigentlich mit Beats produzieren anfing, gehört zu den führenden Künstlern die durch SoundCloud Bekanntheit beim Mainstream erlangt haben. Am 28. September 2017 erschien sein erstes kommerzielles Mixtape Deadstar und debütierte auf Platz 42. in den US-amerikanischen Charts.

## Kindheit
Pineiro wurde am 15. Mai 1997 in Chicago, Illinois geboren. Seine Familie und er zogen nach Miami, Florida als er drei Jahre alt war. Sich selbst beschrieb er während seiner Highschool-Zeit als ruhigen Menschen, der sich mit den verschiedensten Gruppen von Leuten umgeben hat. Seinen ersten Schritt in der Musik machte er als Produzent, ein Hobby, was er aus Langeweile entdeckte. Durch das Hobby hatte er auch gleichzeitig einen starken Einfluss auf seinen Freund Lil Pump, der ebenfalls zu der Zeit keine starke Bekanntheit genoss. Zwar verkauften sich die Beats nicht allzu gut, jedoch erhielten sie im Internet hohe Aufrufzahlen, wodurch Pineiro anfing selbst zu rappen. In seinem letzten Highschool-Jahr brach er die Schule ab.

## Karriere
Durch den nicht eintreffenden kommerziellen Erfolg vom Verkaufen der Beats als Produzent startete er selbst eine Karriere als Rapper. Seinen ersten Song veröffentlichte Smokepurpp 2015 auf SoundCloud, den er jedoch kurze Zeit später aufgrund von mangelnder Qualität wieder löschte. Bald darauf lud er Live Off A Lick, seinen zweiten Song, zusammen mit dem ebenfalls aus Florida stammenden Rapper XXXTentacion hoch. Durch seine angehende Musikkarriere brach er seine Schullaufbahn frühzeitig ab.
Im März 2017 nahm ihn Interscope Records und Alamo Records unter Vertrag. Darauffolgend gab er über Twitter am 9. März bekannt, dass er ein Debütmixtape veröffentlichen wird. Fünf Tage später erklärte er, dass das Mixtape Deadstar heißen wird.
Im Mai 2017 veröffentlichte Smokepurpp die Single Audi. Mit über 54 Millionen Aufrufen auf SoundCloud und über 105 Millionen Streams auf Spotify war es bis dato sein größter, musikalischer Erfolg. Im September gab er bekannt, dass Deadstar am 22. September erscheint, womit er auch gleichzeitig die Singleauskopplung Bless Yo Trap veröffentlichte. Später wurde der Release auf unbestimmte Zeit verschoben und erschien letztendlich eine Woche später, am 29. September.
Deadstar beinhaltet Features mit Chief Keef, Juicy J und Travis Scott. Das Mixtape debütierte auf Platz 42. in den US-amerikanischen Albumcharts. Nachdem Release unterschrieb er bei Cactus Jack Records, dem Musiklabel von Travis Scott, wo er aber mittlerweile nicht mehr unter Vertrag steht.
Am 8. November 2017 war Smokepurpp bei der MTV-Show Total Request Live, wo er eine Kollaboration mit dem Produzenten Murda Beatz angekündigt hat. Das Mixtape erhielt den Titel Bless Yo Trap (nicht zu verwechseln mit der Single). Nach der Bekanntgabe wurden die zwei Singles 123 und Do Not Disturb veröffentlicht. Letzteres zusammen mit Lil Yachty und Offset von den Migos. Das Mixtape Bless Yo Trap erschien am 13. April 2018.
2020 folgte das zweite Studioalbum Florida Jit. Aufgrund der schlechten Verkaufszahlen (unter 5.000 verkaufte Einheiten in der ersten Woche), konnte sich das Album nicht in den amerikanischen Billboard-Charts platzieren und gilt als das schwächste, kommerzielle Projekt von Pineiro.

## Diskografie
Mixtapes
- 2017: Deadstar
- 2018: Bless Yo Trap (mit Murda Beatz)

Alben
- 2019: Deadstar 2
- 2020: Florida Jit

EPs
- 2017: Up Now Fuck Next
- 2021: Psycho (Legally Insane)

Singles
- 2017: Audi. (US: Platin)[27]
- 2018: Nephew (US: Gold)
- 2018: Do not Disturb (US: Gold)
- 2019: Dreamville (US: Gold)